# Pidonia michinokuensis
Pidonia michinokuensis là một loài bọ cánh cứng trong họ Cerambycidae.